# بعيون
بعيون قرية في ناحية حديدة التابعة لمنطقة تلكلخ في محافظة حمص في سورية.